# 耀眼的你啊
《耀眼的你啊》（英語：Viva Femina）是中國大陸電視劇，曾用名《女人萬歲》，繼《生活萬歲》后，愛奇藝当代现实题材万岁系列的第二部。由導演牛博宥執導，殷桃、劉以豪、王媛可、施诗領銜主演。該剧于2021年9月17日在寧波舉行開機儀式，次年1月18日杀青。2023年1月25號浙江卫视首播，愛奇藝同步网播。

## 播放平台
| 频道/影音 | 所在地   | 播出日期       | 播出时间 | 备注                                                                                 |
| --------- | -------- | -------------- | -------- | ------------------------------------------------------------------------------------ |
| 浙江卫视  | 中国大陆 | 2023年1月25日- | 19:30    | 中国蓝剧场                                                                           |
| 愛奇藝    | 中国大陆 | 2023年1月25日- | 19:30    | 会员首日至周四更2集，周五周六更1集 非会员每日23:00转免1集 会员首更4集，非会员首更2集 |

## 劇情簡介
该剧主要讲述了不同个性的三个女人从不可能的关系到相互扶持走出困境活出自我开创美丽人生的一段热烈故事。

## 演员列表

### 主要演员
| 演員   | 角色   | 介紹 |
| 殷桃   | 康子由 | 鄭穹前妻、康妮母親 医美中心销售行政主任，只想享受人生的「單親母親」，從不相信什麼親密關係，認為人的一生中能對自己負責的只有自己。                     |
| 劉以豪 | 聂允泽 | 醫美中心的招牌醫師，是實力與顏值兼具的資深醫生，也是努力進階的戀愛小白。                                                                              |
| 任重   | 鄭穹   | 康子由前夫、康妮父親。孟雨珊的丈夫 追求浪漫與自由的攝影師。                                                                                           |
| 王媛可 | 孟雨珊 | 鄭穹的現任妻子、康妮的繼母 心理兼大學講師。自律的心理醫生，在事業上冷靜客觀，卻難解自己婚姻生活的難題與內心枷鎖。                                     |
| 施诗   | 林千语 | 沈成峰的妻子，沈鑫的母親、沈航的繼母 康子由無話不談的閨蜜，醫美中心開辦者，看似有令人羨豔的婚姻，卻常年承受丈夫的言語暴力與他人對自己工作能力的質疑。 |

### 其他演员
| 演員   | 角色   | 介紹 |
| 王策   | 沈成峰 |      |
| 吕晨悦 | 康妮   |      |
| 于垚   | 沈航   |      |
| 岳躍利 | 孟父   |      |
| 袁文康 | 張唯   |      |
| 毛曉慧 | 齊悅   |      |
| 孔琳   | 桑若微 |      |
| 王一菲 | 黎雯   |      |
| 段星星 | 奧     |      |